# Joint Base Elmendorf-Richardson

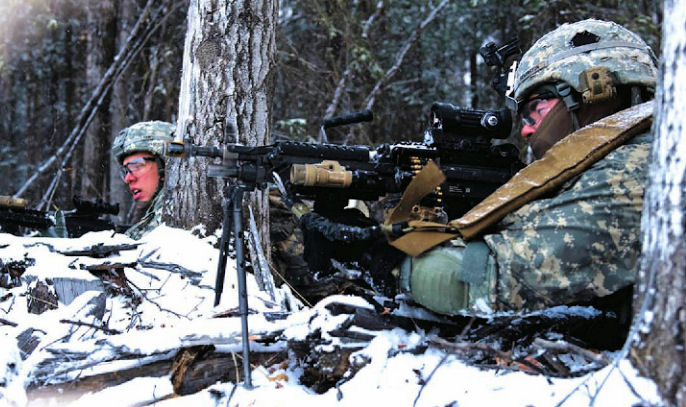
4th Brigade Combat Team (Airborne), 25th Infantry Division

Joint Base Elmendorf–Richardson (IATA: EDF, ICAO: PAED, FAA LID: EDF), o J-BER com'è nota a gran parte dei militari americani, è una struttura militare statunitense ad Anchorage, la più grande città dell'Alaska. È il risultato dell'integrazione (avvenuta nel 2010) tra la Elmendorf Air Force Base dell'USAF e Fort Richardson dello US Army.

## Quadro generale
Le strutture confinanti furono ufficialmente unite dalla Base Closure and Realignment Commission del 2005. La sua missione è sostenere e difendere gli interessi USA nella zona Asia-Pacifico e nel resto del mondo, fornendo unità pronte per una proiezione di forza aerea globale, e una base in grado di soddisfare le esigenze di teatro e di potenza
dello United States Pacific Command.
È sede di Headquarters, Alaskan Command (ALCOM), Alaskan NORAD Region (ANR), Joint Task Force-Alaska (JTF-AK), Eleventh Air Force (11 AF), 673d Air Base Wing, 3d Wing, 176th Wing ed altre unità di guarnigione.

## Unità
La Joint Base Elmendorf–Richardson (JBER), vanta la prerogativa di essere una delle 12 joint base costituite dalla  BRAC 2005. Il 673d ABW consiste di quattro gruppi che gestiscono e tengono efficiente la base per la sovranità aerea, l'addestramento al combattimento, proiezione di forza e operazioni di potenza a sostegno di emergenze in ogni parte del mondo.
L'installazione ospita il quartier generale di United States Alaskan Command, 11th Air Force, U.S. Army Alaska, e Alaskan North American Aerospace Defense Command Region.
Le unità più importanti sono:
- 673d Air Base Wing

Attivato il 30 luglio 2010 come lo stormo di guarnigione che riunisce le funzioni di gestione delle installazioni del 3rd Wing di Elmendorf AFB e della guarnigione Fort Richardson dello US Army. IL 673d ABW comprende più di 5 500 effettivi militari delle due forze armate e civili, a sostegno degli America's Arctic Warriors e relative famiglie. Lo stormo sostiene ed alimenta tre stormi Air Force di forza totale, due Army Brigades ed altre 55 unità di guarnigione. Inoltre lo stormo fornisce assistenza sanitaria a più di 35 000 militari delle due forze armate, loro familiari a carico, pazienti della Veterans Health Administration e pensionati in tutta l'Alaska. Il 673d ABW si prende cura di infrastrutture che valgono 11,4 miliardi di $ sparse su 340 km2.
- Alaskan Command

Ha il compito di rendere massima la prontezza operativa di teatro per i 21 000 militari dell'Alaska e accelerare il dispiegamento in tutto il mondo di forze che provengono dall'Alaska e transitano attraverso la stessa secondo le disposizioni di Commander, NORTHCOM.
- United States Army Alaska (US)

Lo U.S. Army Alaska pratica addestramento continuo e controllo della prontezza operativa nei confronti di Army Force Generation in Alaska. Sostiene il Theater Security Cooperation Program di U.S. Pacific Command. Quando richiesto, svolge funzioni di Joint Force Land Component Command a sostegno di Homeland Defense and Security in Alaska.
- 4th Brigade Combat Team (Airborne), 25th Infantry Division

Quando richiesto, il 4/25 IBCT (ABN) svolge azione decisiva, compreso l'ingresso forzato congiunto, in veste di Army Contingency Response Force (CRF) in subordine a PACOM per promuovere la sicurezza e lo sviluppo pacifico nella zona Asia-Pacifico.
- 3d Wing (USAF)

Sostiene e difende gli interessi USA nella zona Asia-Pacifico e nel resto del mondo fornendo unità pronte alla proiezione di forza aerea in tutto il mondo e una base in grado di soddisfare le esigenze PACOM di presenza di teatro e espressione di potenza.
- Alaskan Norad Region

La Alaskan NORAD Region (ANR) svolge controllo aerospaziale nella sua area di operazioni e concorre alla missione del NORAD di allerta aerospaziale.
- Eleventh Air Force

Fornisce combattenti pronti all'azione e infrastrutture per la difesa nazionale, proiezione di forza decisiva, e comando e controllo aerospaziale.

### Comandi sovraordinati
- Pacific Air Forces, (2010 – oggi)

### Unità operanti nella base
- 673d Air Base Wing (luglio 2010 – oggi)

### Principali unità assegnate
- 381st Intelligence Squadron  (2010 – oggi)
(6981st con varie denominazioni di unità alle dipendenze di USAFSS)
- 3d Wing (2010 – oggi)

## Incidenti aeronautici di rilievo

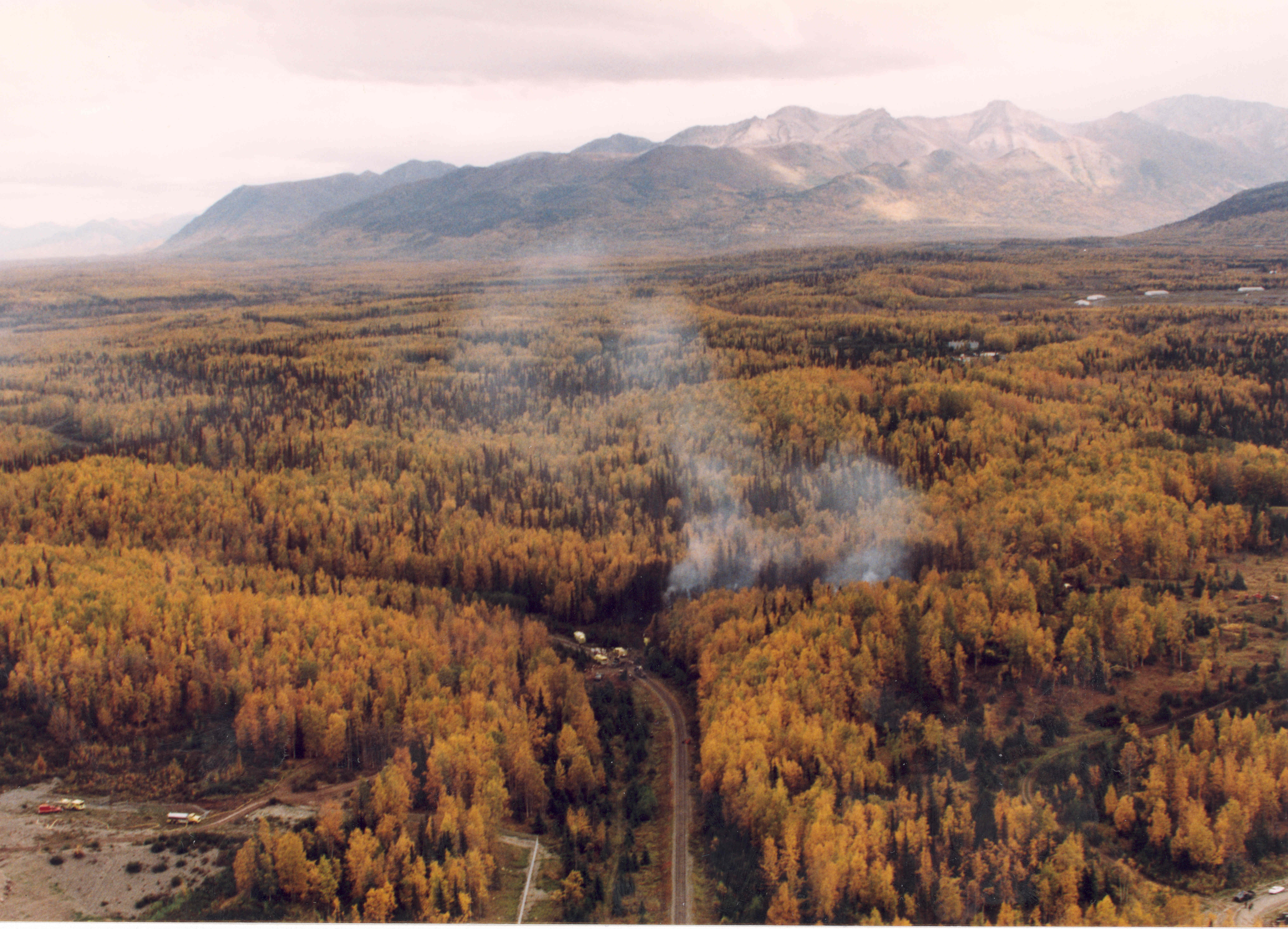
Lo schianto di Yukla 27

Il 22 settembre 1995 un AWACS Boeing E-3 Sentry USAF si schiantò uccidendo i 24 occupanti. L'aereo, numero di serie 77-0354 e indicativo di chiamata Yukla 27, si scontrò con degli uccelli poco dopo il decollo da Elmendorf, e a causa della perdita di potenza da due motori precipitò in un'area boschiva a un chilometro circa dalla fine della pista.
Il 28 luglio 2010 un aereo da trasporto Boeing C-17 Globemaster III impegnato in un volo di addestramento in preparazione di un'imminente esibizione aeronautica si schiantò nella foresta che circonda la base, uccidendo i quattro membri dell'equipaggio; tre della Alaska Air National Guard e uno dell'USAF. Secondo i rapporti l'incidente sarebbe stato causato da errore del pilota. Egli aveva eseguito un'ardita virata a destra e aveva ignorato l'avviso di stallo, continuando la manovra finché l'aereo andò in stallo per insufficiente velocità sull'aria. La bassa quota a cui si stava compiendo la virata rese impossibile per l'equipaggio rimediare allo stallo per tempo, prima di colpire il suolo. Il C-17 si sfracellò ad un centinaio di metri dal punto di caduta dell'E-3 AWACS nel 1995.
Il 16 novembre 2010 un Lockheed Martin F-22 Raptor decollò per un volo addestrativo. Verso le 19:00 la base dichiarò che l'aereo era in ritardo e disperso. Si riferì che le squadre di soccorso dell'Air Force concentrarono le ricerche dell'aereo e relativo pilota nel Parco nazionale del Denali. Il punto d'impatto dell'F-22 fu trovato a circa 160 km a nord di Anchorage presso la città di Cantwell (Alaska). Il pilota, appartenente al 525th Fighter Squadron della US Air Force, morì nell'urto.